# Anadia pulchella
Espèce
Statut de conservation UICN

 NT  : Quasi menacé
Anadia pulchella est une espèce de sauriens de la famille des Gymnophthalmidae.

## Répartition
Cette espèce est endémique de Colombie. Elle se rencontre dans la Sierra Nevada de Santa Marta dans les départements de Magdalena et de Cesar.

## Étymologie
Le nom spécifique pulchella vient du latin pulchellus, joli, en référence à l'aspect de ce saurien.

## Publication originale
- Ruthven, 1926 : A new species of Anadia from the Santa Marta Mountains, Colombia. Occasional papers of the Museum of Zoology, University of Michigan, no 177, p. 1-3 (texte intégral).